# 新店水库
新店水库是中国四川省乐山市犍为县罗城镇境内的一座水库，位于岷江小支流南阳河上，建于1974年。水库正常库容为1285万立方米，集雨面积为22平方千米，海拔为444.73米。